# پل وارتل (بازیکن فوتبال)
پل وارتل (انگلیسی: Paul Wartel; ۲۶ آوریل ۱۹۰۳ – ۲۷ آوریل ۱۹۷۶) بازیکن فوتبال اهل فرانسه بود.
از باشگاه‌هایی که در آن بازی کرده‌است می‌توان به باشگاه فوتبال ستاره سرخ و باشگاه فوتبال سوشو اشاره کرد.